# Opogona allaini
Opogona allaini är en fjärilsart som beskrevs av Clarke 1971. Opogona allaini ingår i släktet Opogona och familjen äkta malar. Inga underarter finns listade i Catalogue of Life.